# Głusko

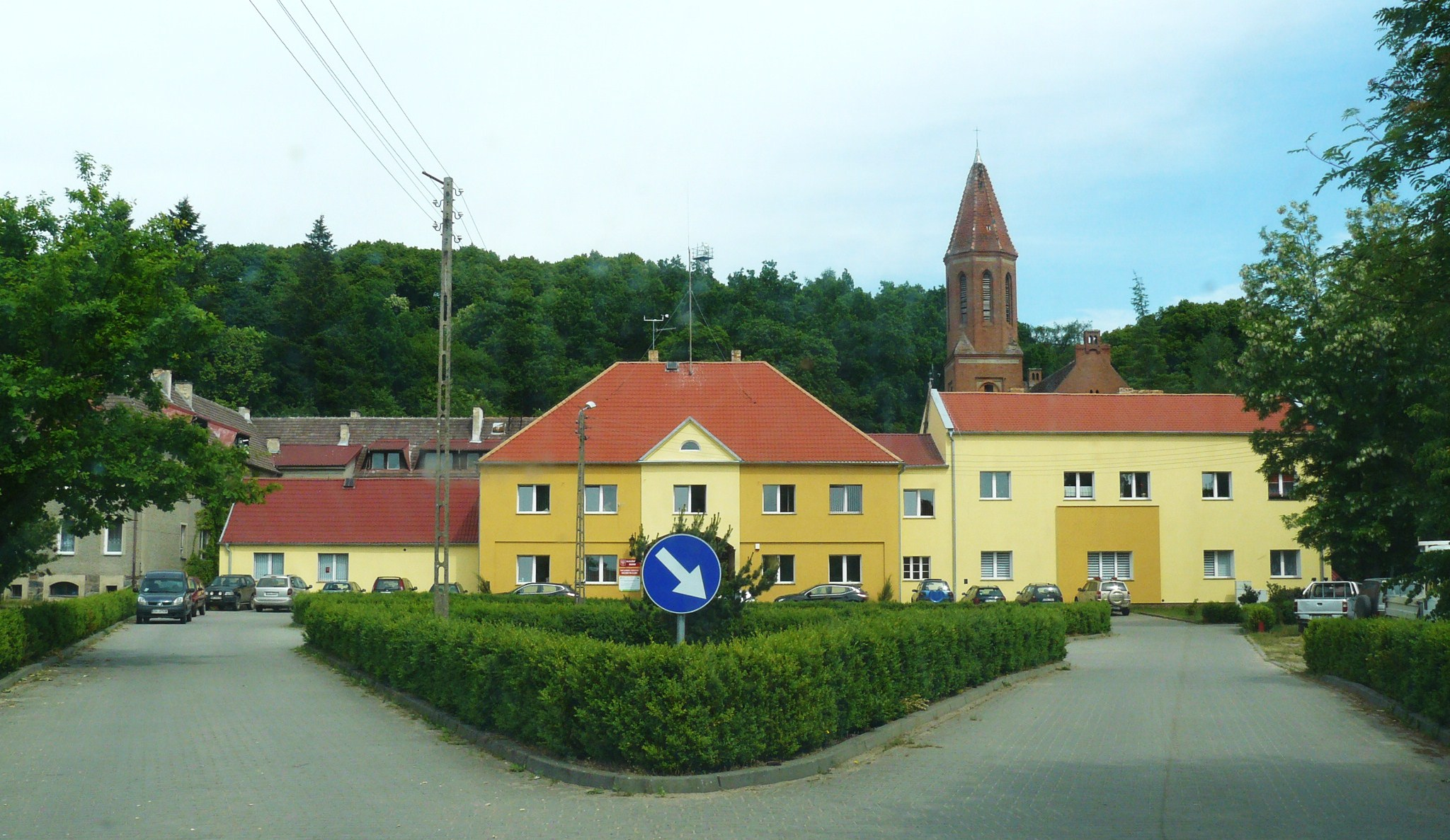
Siedziba Nadleśnictwa Głusko

Głusko (niem. Steinbusch) – osada w Polsce położona w województwie lubuskim, w powiecie strzelecko-drezdeneckim, w gminie Dobiegniew. Siedziba sołectwa (w skład którego wchodzą także osady Sitnica, Moczele, Ostrowite, Podszkle, Kamienna Knieja i Żeleźnica).Osada liczy ok. 210 mieszkańców, a całe sołectwo – ok. 340 mieszkańców.
W latach 1975–1998 miejscowość administracyjnie należała do województwa gorzowskiego.

## Położenie
Leśna osada położona ok. 15 km na południowy wschód od Dobiegniewa w południowej części Drawieńskiego Parku Narodowego, opodal rzeki Drawy. Siedziba sołectwa i nadleśnictwa.
Nad Drawą, 1 km na płd.-zach. od osady znajduje się zabytkowa Elektrownia Wodna Kamienna z końca XIX w.
W odległości 1,5 km na płn.-wsch. od osady znajduje się jezioro Ostrowite (387 ha), największe w Drawieńskim Parku Narodowym. Przepływa przez nie Płociczna, lewy dopływ Drawy.

## Historia
Osada wzmiankowana w XIII w. jako własność opactwa cysterskiego w Bierzwniku. Osada została prawdopodobnie opuszczona, gdyż XVI w. ponownie założył tu wieś Rüdiger Wedel. W XIX w. w Głusku działał wzorcowy majątek Fryderyka von Sydow, znany m.in. z browaru, gorzelni, dwóch młynów i huty szkła. Majątek znany był z hodowli owiec i bydła mlecznego, produkowano lokalną odmianę sera – tzw. ser głuskowski. Czyniono próby uprawy winorośli. Od spadkobierców von Sydowa majątek przeszedł na własność kasy leśnej i przekształcono go w nadleśnictwo, które w 1921 r. obejmowało ponad 7000 ha. Obecnie osada jest zapleczem punktu informacyjnego Drawieńskiego Parku Narodowego i Siedziby Nadleśnictwa. Nadleśnictwo Głusko składa się 8 leśnictw (po reorganizacji w styczniu 2014 r.).

## Zabytki
- skrzydło wsch. i pn. dawnego czworobocznego budynku dworskiego z XIX w., w miejscu skrzydła zach. jest nowszy dwór z pocz. XX w. Przed wojną mieściła się tu Pruska Szkoła Leśnictwa, potem zakład karny i bursa OHP, a obecnie nadleśnictwo[6]. W gabinecie nadleśniczego zachowano i wyeksponowano przekrój starej konstrukcji stropu budynku, z izolacyjną warstwą szyszek. Za dworem niewielki park (pow. 2,0 ha) z 1 poł. XIX w. Rosną w nim dwa pomnikowe cisy.
- kościół MB Częstochowskiej, neogotycki, zbudowany w drugiej poł. XIX w. z wykorzystaniem murów dawnego browaru. Mury budowli wykonane są z kamienia łamanego, a nadbudowane fragmenty ścian z cegły ceramicznej, z której wybudowano także wieżę. Wnętrze nawy przykryte gwiaździstym sklepieniem ceramicznym. Nie zachował się ołtarz główny, po którym pozostała murowana arkadowa mensa. Ambona z pocz. XX w., neogotycka chrzcielnica z piaskowca z końca XIX w., bogato zdobiona ornamentyką roślinną. Na wieży dzwon z 1931 r. Stoi obok dworu
- interesujące skupienie zabytków dawnej techniki wiejskiej: Na pd. od osady, na grobli między kanałem z Rybakówki a zapuszczonym stawem, w zrujnowanym budyneczku resztki dawnego wodociągu wiejskiego z początków XX wieku. Woda spływająca z kanału do stawu obracała nadsiębierne koło wodne napędzające pompę pompująca wodę do zbiornika na wzgórzu za nadleśnictwem. Do dziś zachowało się koło i pompa, odlana w Zakładach Mechanicznych w Choszcznie.
- resztki dawnego tzw. Kanału Sicieńskiego – kilkudziesięciokilometrowego kanału zbudowanego w XIX w. do nawadniania łąk, przebiegają przez osadę
- trzy stanowiska dziewiętnastowiecznych hut szkła – można znaleźć rozproszone kawałki materiału szklarskiego, wśród pól i ugorów na pd. od osady (k. Rybakówki i w pobliżu odgałęzień obu dróg do elektrowni Kamienna)
- pomnik ofiar I wojny światowej, odrestaurowany przez Nadleśnictwo Głusko, na pd. od osady przy drodze do Starego Osieczna na wyspie stawu - przejście łukowym mostkiem, w kompleksie stawów rybnych, tzw. Rybakówka
- aleja wiązowa przy drodze do Drawna, a przy drodze do Starego Osieczna aleja dębowa. Ostatni dąb po lewej stronie ma 405 cm obwodu[7].
- w okolicy elektrownia Wodna Kamienna.

## Inne
W centrum osady funkcjonuje punkt informacji turystycznej Drawieńskiego Parku Narodowego. Lokalna potrawa – grzyby w pomidorach, tzw. "grzybki sołtysowej" zdobyła ogólnokrajowe wyróżnienie w konkursie „Nasze kulinarne Dziedzictwo – Smaki Regionów”.